# خوان ليبياني
خوسيه خوان دي ديوس ماتيو أوسبالدو بوتارو ليبياني توليدو (بالإسبانية: José Juan de Dios Mateo Osbaldo Botaro Lepiani Toledo)‏ (وُلد في 20 سبتمبر 1864، ليما - تُوفي في 28 نوفمبر 1932، روما) كان رساماً بيروفياً. وهو معروف في المقام الأول برسمه للمشاهد التاريخية والوطنية لا سيما تلك المتعلقة بحرب المحيط الهادئ.

## وصلات خارجية
- Powerpoint presentation on Juan Lepiani by Gabriela Lavarelo Vargas de Velaochaga. Downloadable @ Holismo Planetario.